# USS Hanson (DD-832)
USS Hanson (DD-823/DDR-832) là một tàu khu trục lớp Gearing được Hải quân Hoa Kỳ chế tạo vào giai đoạn cuối Chiến tranh Thế giới thứ hai. Nó là chiếc tàu chiến duy nhất của Hải quân Mỹ được đặt theo tên Trung úy phi công Thủy quân Lục chiến Robert M. Hanson (1920-1944), một phi công Ách thuộc Phi đội Tiêm kích Thủy quân Lục chiến 215 (VMF-215) được truy tặng Huân chương Danh dự và Huân chương Chữ thập Hải quân. Hoàn tất khi chiến tranh đã sắp kết thúc, nó tiếp tục phục vụ trong giai đoạn Chiến tranh Lạnh, Chiến tranh Triều Tiên và Chiến tranh Việt Nam cho đến năm 1973. Con tàu được chuyển cho Đài Loan và tiếp tục phục vụ cùng Hải quân Trung Hoa dân quốc như là chiếc ROCS Liao Yang (DD-21/DDG-921) (遼陽-Liêu Dương) cho đến năm 2004. Nó bị đánh chìm như một mục tiêu năm 2006. Hanson được tặng thưởng tám Ngôi sao Chiến trận do thành tích phục vụ trong Chiến tranh Triều Tiên, rồi thêm bảy Ngôi sao Chiến trận khác khi hoạt động trong Chiến tranh Việt Nam.

## Thiết kế và chế tạo
Hanson được đặt lườn tại xưởng tàu của hãng Bath Iron Works Corp. ở Bath, Maine vào ngày 7 tháng 10 năm 1944. Nó được hạ thủy vào ngày 11 tháng 3 năm 1945; được đỡ đầu bởi bà Harry A. Hanson, mẹ Trung úy Hanson, và nhập biên chế vào ngày 11 tháng 5 năm 1945 dưới quyền chỉ huy của Hạm trưởng, Trung tá Hải quân John C. Parham.

## Lịch sử hoạt động

### 1945 - 1950
Sau khi hoàn tất việc chạy thử máy tại vùng biển Caribe và cải biến thành một tàu khu trục cột mốc radar tại Xưởng hải quân Boston, Hanson khởi hành vào ngày 7 tháng 11 năm 1945 để đi sang khu vực Thái Bình Dương ngang qua kênh đào Panama, San Diego và Trân Châu Cảng. Nó gia nhập một hải đội bao gồm 12 tàu chiến để hướng sang Tokyo. Lực lượng gặp phải một cơn bão trên đường đi, khiến con tàu chịu đựng những hư hại nhẹ trên cấu trúc thượng tầng. Trong một năm tiếp theo nó hỗ trợ cho hoạt động của lực lượng chiếm đóng tại Nhật Bản, bao gồm một cuộc cơ động hạm đội ngoài khơi bờ biển Trung Quốc vào tháng 9 năm 1946.
Sau khi quay trở về Hoa Kỳ, Hanson đi đến Norfolk, Virginia vào ngày 6 tháng 2 năm 1947, nơi nó trình diện để phục vụ cùng Hạm đội Đại Tây Dương. Nó đã hoạt động huấn luyện dọc theo vùng ờ Đông Hoa Kỳ cho đến cuối tháng 1 năm 1948, khi nó lên đường cho lượt phục vụ đầu tiên cùng Đệ Lục hạm đội tại Địa Trung Hải. Con tàu được xếp lại lớp như một tàu khu trục cột mốc radar, và mang ký hiệu lườn mới DDR-832 từ ngày 8 tháng 3 năm 1949. Trong lượt phục vụ thứ hai tại Địa Trung Hải vào mùa Hè năm 1949, nó đã phục vụ như trạm căn cứ cho đại diện của Đại hội đồng Liên Hợp Quốc tại đảo Rhodes, là tàu chiến duy nhất đại diện cho Hoa Kỳ khi Hy Lạp tiếp quản quần đảo Dodecanese từng bị tranh chấp dai dẳng. Sau đó con tàu đã đưa đặc sứ Liên Hợp Quốc, Tiến sĩ Ralph Bunche, đi đến Beirut, Liban tiến hành những cuộc đàm phán khó khăn với Israel.

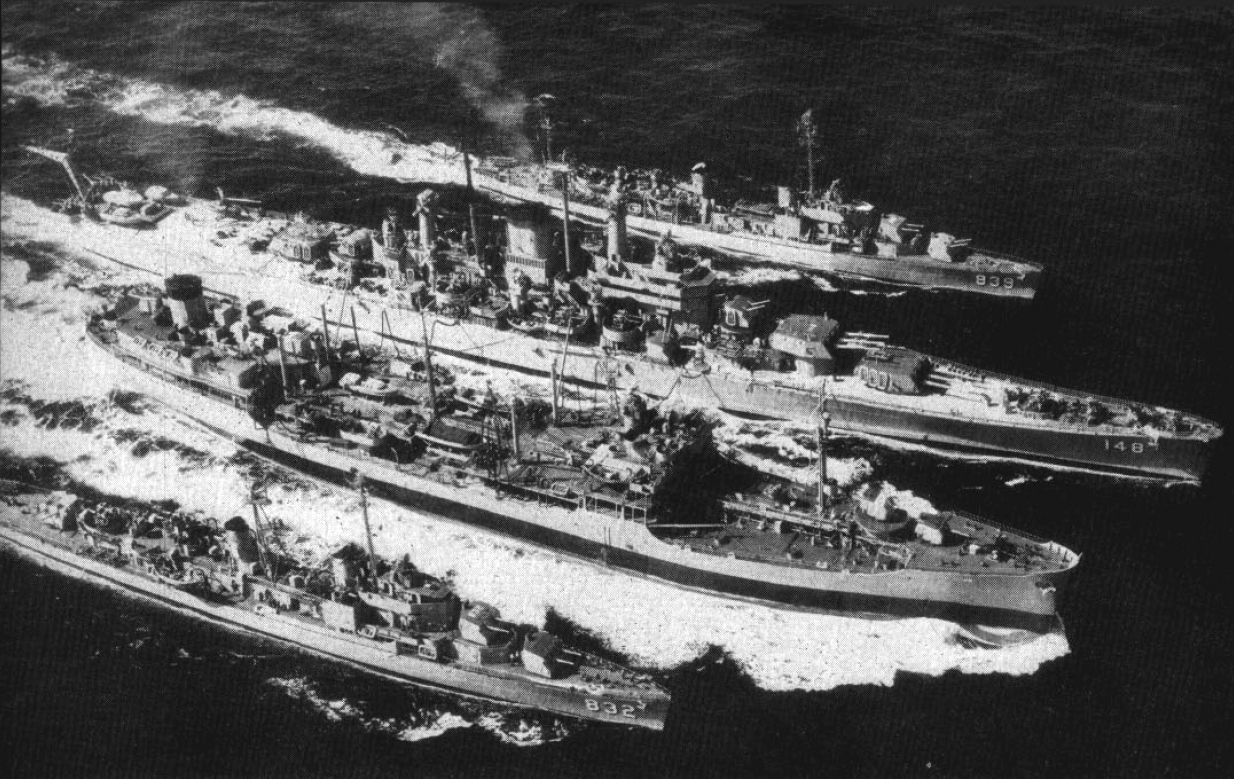
Tàu chở dầu đang tiếp nhiên liệu cho Hanson, và tại Địa Trung Hải, 1950.

Quay trở về Hoa Kỳ, Hanson hoạt động huấn luyện tại vùng biển Caribe trước khi đi lên phía Bắc đến Newport, Rhode Island. Nó lên đường trong thành phần một lực lượng bao gồm tàu sân bay Midway (CVB-41), hai tàu tuần dương hạng nặng kể cả Newport News (CA-148), 12 tàu khu trục trong đó có Power (DD-839) cùng các tàu phụ trợ khác, để vượt Đại Tây Dương vào ngày 6 tháng 1 năm 1950. Đây là chuyến đi sang Địa Trung Hải thứ ba của Hanson, khi nó lần lượt viếng thăm các cảng Rota, Mallorca, Tây Ban Nha; Gibraltar; Libya; Pháp; Alexandroupoli, Hy Lạp; Sicily, Pisa, Livorno, Trieste và Taranto, Ý. Đến tháng 5, nó rời Gibraltar cho hành trình quay trở về nhà, về đến Newport vào ngày 1 tháng 6. Đến giữa tháng đó, con tàu được lệnh chuyển cảng nhà đến San Diego.

### Chiến tranh Triều Tiên
Tuy nhiên, lúc Hanson còn đang trên đường đi băng qua kênh đào Panama, lực lượng Bắc Triều Tiên đã vượt vĩ tuyến 38 tấn công xuống lãnh thổ Nam Triều Tiên vào ngày 25 tháng 6 năm 1950, khiến Chiến tranh Triều Tiên bùng nổ. Con tàu được lệnh bỏ qua cảng nhà để hướng thẳng đến vùng chiến sự Triều Tiên, và gia nhập Hạm đội Thái Bình Dương tại Trân Châu Cảng vào ngày 12 tháng 7. Nó đi đến Pusan và gia nhập Lực lượng Đặc nhiệm 77, làm nhiệm vụ canh phòng máy bay cho các tàu sân bay, đồng thời bắn hải pháo hỗ trợ dọc bờ biển và tuần tra phòng không.
Cùng với hơn 300 tàu chiến khác, Hanson đã tham gia chiến dịch đổ bộ lên Inchon vào ngày 15 tháng 9. Độ chênh lệch thủy triều lớn đến 30–40 ft (9,1–12,2 m) cùng với dòng nước chảy xiết đã gây khó khăn rất lớn cho việc đổ bộ; và chiếc tàu khu trục còn phải đối phó với các bãi thủy lôi dày đặc và thủy lôi được đối phương thả trôi nổi trên biển. Nó quay trở về Sasebo, Nhật Bản, cảng nhà tạm thời của nó, để nghỉ ngơi hai tuần trước ngày lễ Tạ Ơn, nhưng vào đúng ngày lễ lại lên đường hướng sang vùng chiến sự tại Triều Tiên. Nó hoạt động tác chiến liên tục ngoài khơi Triều Tiên, tham gia vào việc triệt thoái lực lượng khỏi Hŭngnam và Wonsan trước dịp lễ Giáng Sinh, và tiếp tục phục vụ cho đến giữa tháng 1, 1951, khi nó lên đường quay trở về nhà và về đến San Diego vào tháng 4.

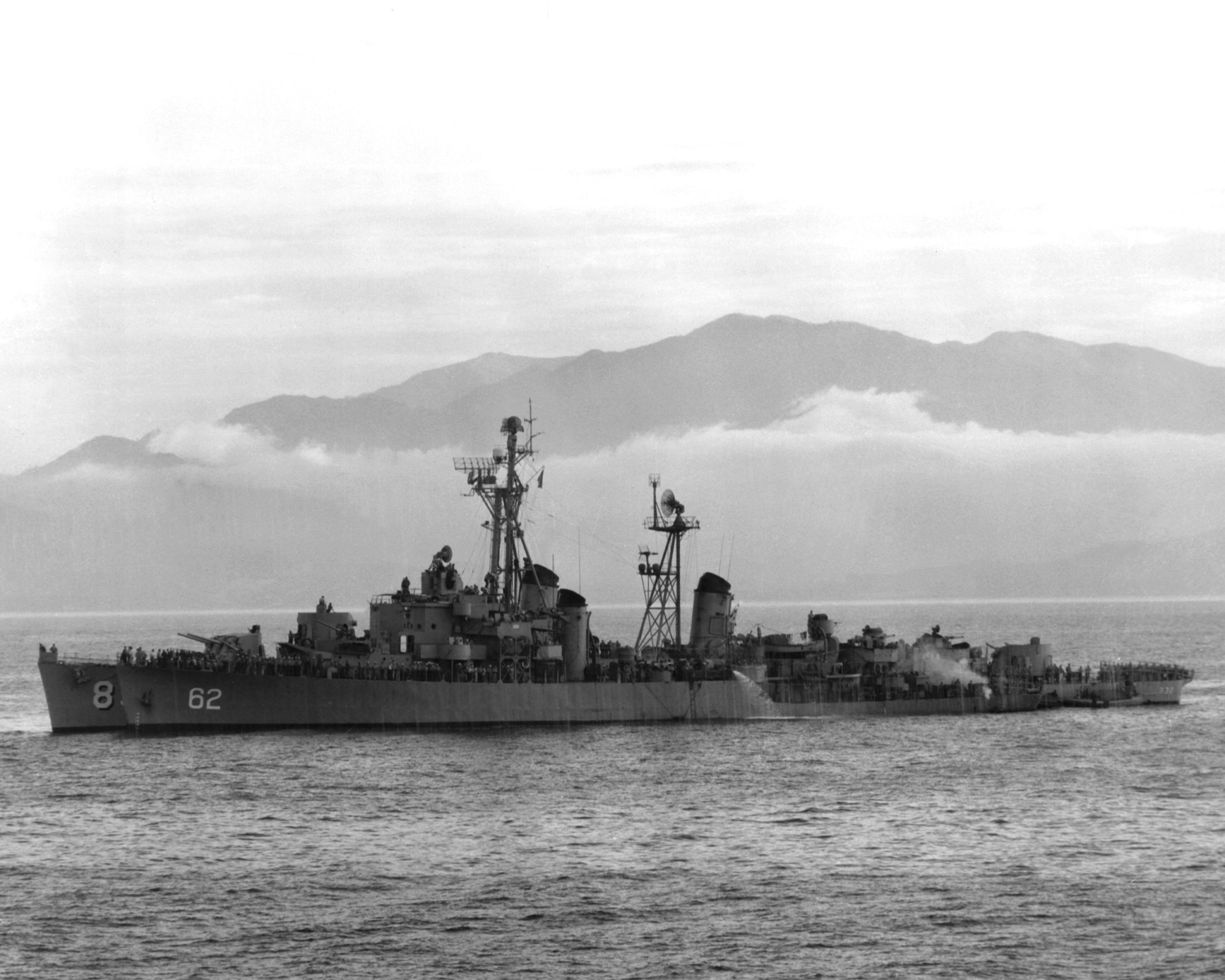
USS Hanson đang trợ giúp cho tàu frigate Hàn Quốc ROKS Apnokkang (PF-62) tại cảng Wonsan, ngày 26 tháng 5, 1951

Lượt phục vụ thứ hai của Hanson trong cuộc Chiến tranh Triều Tiên kéo dài từ tháng 9, 1951 đến tháng 5, 1952, khi nó hoạt động chủ yếu dọc theo bờ biển phía Đông bán đảo Triều Tiên để bắn phá các mục tiêu đối phương. Một đơn vị đặc nhiệm được hình thành bao gồm thiết giáp hạm Missouri (BB-63), tàu tuần dương hạng nặng Helena (CA-75) cùng hai tàu khu trục Ernest G. Small (DD-838) và Hanson, đã được phái đến bắn phá cảng Hungnam. Đang khi bắn phá các mục tiêu trên bờ vào ngày 7 tháng 10, con quay la bàn của Hanson bị hỏng nên nó rút lui về vị trí hộ tống cho Missouri, trong khi Earnest G. Small được cử ra thay phiên trong nhiệm vụ bắn phá. Earnest G. Small trúng phải thủy lôi lúc 18 giờ 01 phút, khiến nó bị mất một phần ba phía trước con tàu, chín thủy thủ tử trận và 51 người khác bị thương; nó phải rút lui về Sasebo, và sau đó về Hoa Kỳ để sửa chữa. Vào ngày 22 tháng 10, một máy bay cường kích AD-4W Skyraider thuộc Phi đội Hổn hợp VC-11 khi hạ cánh xuống tàu sân bay Antietam (CV-36) vào ban đêm đã bị trượt khỏi sàn hạ cánh và rơi xuống biển; Hanson đã trợ giúp cứu vớt ba thành viên đội bay.
Sang tháng 12, 1951 Hanson lần đầu tiên tiến hành tuần tra tại eo biển Đài Loan và viếng thăm cảng Hong Kong để nghỉ ngơi. Trên đường đi, con tàu gặp phải một cơn bão với những cơn sóng cao đến 30 ft (9,1 m); và đội sonar của con tàu cũng phát hiện một con tàu chìm tại vùng nước nông của eo biển Đài Loan. Vị trí phát hiện được báo cáo về Bộ chỉ huy Đệ Thất hạm đội, và người ta nhận ra đó là xác chiếc tàu ngầm thời Thế Chiến II Tang (SS-306), bị đắm do ngư lôi của chính nó. Sau kỳ nghĩ tại Hong Kong, chiếc tàu khu trục quay trở lại vùng chiến sự, sử dụng radar và thiết bị phản công điện tử để trợ giúp lực lượng biệt kích Lục quân tiến hành các chiến dịch bí mật phía sau phòng tuyến đối phương, và bắn hải pháo hỗ trợ cho những hoạt động này. Con tàu quay trở về Sasebo, Nhật Bản vào ngày 25 tháng 12 để nghỉ ngơi và tiếp liệu, nhưng lại phải đi sang vùng chiến sự hai ngày sau đó để hỗ trợ hải pháo cho các đơn vị Lục quân đang tác chiến. Nó được điều động sang Đội đặc nhiệm 95.11 để thay phiên cho tàu khu trục Porterfield (DD-682); đơn vị này bao gồm nhiều tàu chiến thuộc Khối Liên hiệp Anh, bao gồm HMCS Athabaskan (R79) và HMS Charity (R29), và tàu sân bay hộ tống Badoeng Strait (CVE-116). Hoạt động tại khu vực Wonsan từ ngày 10 tháng 4, 1952, Lực lượng Đặc nhiệm 77 sử dụng phối hợp hỏa lực của tàu tuần dương hạng nặng Saint Paul (CA-73) và Hanson. Chiếc tàu khu trục được cho rút lui khỏi tuyến đầu, quay trở lại Sasebo và bắt đầu hành trình quay trở về San Diego, đến nơi vào tháng 5, 1952.
Sau khi nghỉ ngơi và bảo trì tại San Diego, Hanson quay trở lại vùng chiến sự Triều Tiên vào tháng 12, 1952 tiếp nối các hoạt động cùng lực lượng đặc nhiệm. Nó hộ tống cho các tàu sân bay trong các nhiệm vụ không kích các mục tiêu tập trung quân và tuyến đường tiếp liệu của đối phương, cũng như tham gia bắn phá bờ biển, tìm kiếm và giải cứu và tuần tra tại eo biển Đài Loan. Con tàu quay trở về Hoa Kỳ vào ngày 20 tháng 7, 1953, không lâu trước khi đạt được một thỏa thuận ngừng bắn chấm dứt cuộc xung đột.

### 1954 – 1964
Trong những năm tiếp theo, Hanson tuân theo một lịch trình được biệt phái hàng năm sang phục vụ cùng Đệ Thất hạm đội kéo dài sáu tháng, nhằm tăng cường sự hiện diện của Hải quân Hoa Kỳ tại Viễn Đông, và giúp duy trì hòa bình và ổn định trong khu vực. Nó hoạt động tuần tra, thực hành cơ động chiến thuật và tập trận cùng các tàu chiến Hoa Kỳ cũng như của hải quân các nước đồng minh, và huấn luyện tìm-diệt tàu ngầm. Con tàu đã viếng thăm các cảng Hong Kong, Đài Loan, Nhật Bản, Philippines, Triều Tiên và ngay cả Australia, và đã tuần tra tại eo biển Đài Loan trong tầm nhìn của lực lượng Trung Cộng vào mùa Thu năm 1958, khi phía Cộng sản nả pháo xuống các đảo Kim Môn và Mã Tổ gây ra cuộc Khủng hoảng eo biển Đài Loan lần 2. Vào mùa Xuân năm 1962, và một lần nữa vào năm 1963, chiếc tàu khu trục tham gia lễ hội của Australia kỷ niệm Trận chiến biển Coral, cuộc đụng độ tàu sân bay đầu tiên tại Thái Bình Dương trong Thế Chiến II.
Trong thời gian còn lại, Hanson hoạt động huấn luyện từ cảng nhà San Diego, phần lớn được dành cho vai trò chủ yếu của nó là một tàu khu trục cột mốc radar, vốn có nhiệm vụ cảnh báo sớm sự tiếp cận của máy bay, tàu nổi hay tàu ngầm đối phương. Vào ngày 1 tháng 4, 1964, con tàu được xếp lại lớp và quay trở lại ký hiệu lườn cũ DD-832. Nó đi vào Xưởng hải quân San Francisco để trải qua đợt nâng cấp trong khuôn khổ Chương trình Hồi sinh và Hiện đại hóa Hạm đội (FRAM Fleet Rehabilitation and Modernization), với mục tiêu kéo dài tuổi thọ phục vụ đồng thời trang bị các hệ thống cảm biến và vũ khí hiện đại.

### 1965 – 1968
Hoàn tất việc cải biến và nâng cấp vào ngày 6 tháng 12, 1964, Hanson gia nhập trở lại Hạm đội Thái Bình Dương vào đầu năm 1965, được phân về Hải đội Khu trục 11 cùng với tàu chị em Dennis J. Buckley (DD-808), vốn cũng được cải biến trở lại tàu khu trục thông thường từ cấu hình DDR. Nó hoạt động dọc theo vùng bờ Tây, cho đến khi lên đường hướng sang Viễn Đông vào đầu mùa Hè để tham gia vào cuộc xung đột tại Đông Nam Á. Vào tháng 7, con tàu bắt đầu bắn phá các vị trí của đối phương dọc bờ biển cũng như tuần tra và can thiệp tại vùng biển Việt Nam, xen kẻ với những lượt nghỉ ngắn, cho đến cuối mùa Thu năm đó khi nó lên đường quay trở về Hoa Kỳ.
Quay trở về San Diego vào tháng 12, Hanson tiếp tục hoạt động thường lệ dọc bờ biển California và Mexico, cho đến khi lại lên đường đi sang Viễn Đông vào ngày 17 tháng 7, 1966. Đi ngang qua Hawaii, Midway, Guam và vịnh Subic để đến vùng biển Việt Nam, nó thả neo tại khu vực cửa sông Sài Gòn vào ngày 13 tháng 9. Ngoại trừ những lần nghỉ ngơi ngắn tại Hong Kong, Đài Loan và Philippines, con tàu hoạt động liên tục tại vùng chiến sự cho đến khi được thay phiên vào ngày 6 tháng 1, 1967. Trong đợt hoạt động này nó đã bắn hơn 9.000 quả đạn pháo 5-inch xuống các mục tiêu đối phương, hần hết là nhằm hỗ trợ trực tiếp cho các đơn vị tác chiến trên bộ. Nó cũng phục vụ canh phòng máy bay cho tàu sân bay, tuần tra ven biển nhằm ngăn chặn việc tăng viện người và tiếp liệu từ Bắc vào Nam, và nhiệm vụ tiếp nhiên liệu cho máy bay trực thăng.
Quay trở về San Diego vào ngày 11 tháng 2, 1967, Hanson lại hoạt động dọc theo vùng bờ Tây trước đợt biệt phái sang khu vực Tây Thái Bình Dương tiếp theo. Trong giai đoạn này nó dành ra sáu tháng để sửa chữa và đại tu tại Xưởng hải quân Long Beach. Lượt phục vụ thứ ba của nó tại Việt Nam kéo dài từ tháng 3 đến tháng 9, 1968, nhưng trên đường đi được chuyển hướng để đến khu vực biển Nhật Bản ngoài khơi Triều Tiên, sau khi xảy ra sự kiện lực lượng Bắc Triều Tiên bắt giữ chiếc tàu tình báo USS Pueblo (AGER-2) trong hải phận quốc tế vào ngày 23 tháng 1, 1968. Sự có mặt của một lực lượng hải quân Hoa Kỳ đông đảo không làm thay đổi được thái độ của phía Cộng sản, và sau nhiều ngày hoạt động trên vùng biển Đông Á, chiếc tàu khu trục quay mũi xuống phía Nam để tiếp tục phục vụ cùng Đệ Thất hạm đội tại biển Đông ngoài khơi Việt Nam. Nó quay trở về San Diego vào tháng 9.

### 1969 - 1970
Hanson ở lại cảng nhà cho đến ngày 23 tháng 6, 1969, khi nó cùng các tàu khu trục tDennis J. Buckley và USS Hull (DD-945) tham gia đợt thanh tra và đánh giá sẵn sàng hoạt động. Sau khi vượt qua được đợt thanh tra, nó quay trở về San Diego và ở lại đây cho đến lượt biệt phái hoạt động tiếp theo. Nó cùng các tàu khu trục Dennis J. Buckley, Jouett (DLG-29) và Boyd (DD-544) khởi hành từ cảng San Diego vào ngày 2 tháng 8, gặp gỡ tàu sân bay Hancock (CVA-19) vào sáng sớm ngày 3 tháng 8 để hình thành nên Đơn vị Đặc nhiệm 77.4.2 cho hành trình đi sang Viễn Đông.
Hancock đã cùng với Hanson và Dennis J. Buckley khởi hành từ vịnh Subic như Đội đặc nhiệm 77.4 để hướng sang khu vực chiến sự tại Việt Nam. Đội đặc nhiệm đi đến Trạm Yankee vào ngày 1 tháng 9, nơi chiếc tàu sân bay bắt đầu các hoạt động không kích, có hai chiếc tàu khu trục hộ tống bảo vệ và canh phòng máy bay. Dennis J. Buckley được cho tách ra để làm nhiệm vụ hỗ trợ hải pháo tại khu vực tác chiến của Quân đoàn II trong một thời gian ngắn. Các con tàu đã tháp tùng trong tổng cộng tám ngày, và Hanson được cho tách ra vào ngày 13 tháng 9 để đưa một thông tín viên của United Press International (UPI) sang một tàu kéo hạm đội đang theo dõi một tàu đánh cá Liên Xô. Hanson rời Trạm Yankee vào ngày 17 tháng 9 sau khi chuyển giao vai trò soái hạm Đơn vị Đặc nhiệm 77.4.2 cho tàu khu trục John W. Thomason (DD-760).
Tại vịnh Subic vào ngày 24 tháng 1, 1970, Hanson cùng với tàu tuần dương Jouett và các tàu khu trục Floyd B. Parks (DD-884) và Dennis J. Buckley hình thành nên Đơn vị Đặc nhiệm 70.0.3, và khởi hành vào ngày hôm sau cho hành trình quay trở về Hoa Kỳ. Đơn vị đặc nhiệm ghé qua Guam vào ngày 28 tháng 1 để được tiếp nhiên liệu rồi lại lên đường chỉ bốn giờ sau đó, hướng về Trân Châu Cảng. Đơn vị chuyển thuộc Đệ Nhất hạm đội vào ngày 31 tháng 1 và đổi tên thành Đơn vị Đặc nhiệm 15.9.2; tàu khu trục Hull cùng gia nhập đơn vị một ngày sau đó. Đơn vị đi đến Trân Châu Cảng vào ngày 5 tháng 2, và ở lại cảng trong hai ngày trước khi tiếp tục chặng cuối của hành trình. Con tàu về đến San Diego vào ngày 12 tháng 2.
Hanson được đại tu tại Xưởng hải quân Hunters Point, San Francisco từ ngày đến ngày 10 tháng 7, 21 tháng 8, 1970. Đang khi ở lại xưởng tàu vào ban đêm lúc khoảng 22 giờ 30 phút, một vụ ngập nước đã xảy ra tại phòng ngủ của thủy thủ và hầm đạn do những vết nứt của ống dẫn nước chính. Rồi khi nó rời xưởng tàu để chạy thử máy, một vụ hỏa hoạn bùng phát tại phòng nồi hơi, khiến con tàu phải chuyển sang trạng thái báo động trực chiến để dập lửa.

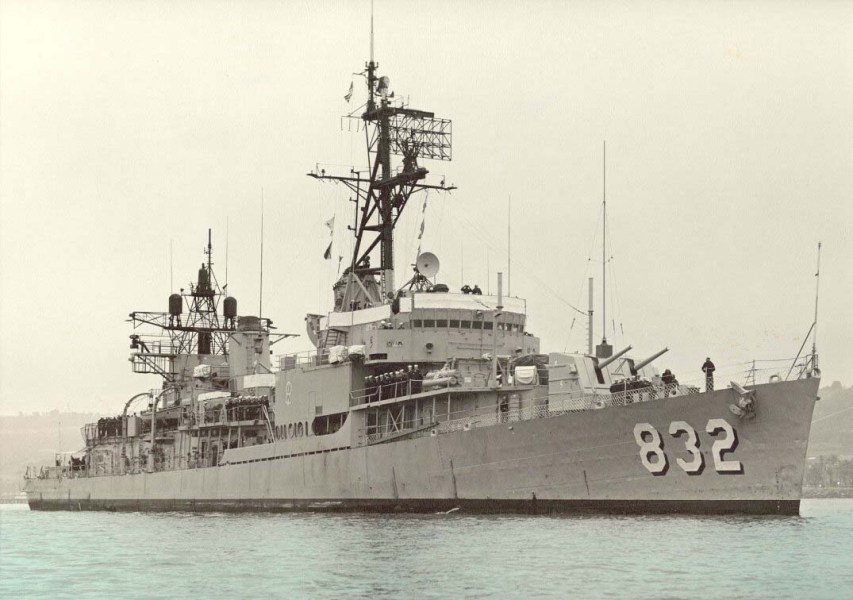
USS Hanson quay trở lại San Diego sau khi hoàn thành đại tu.

Quay trở về San Diego vào ngày 18 tháng 10 sau khi hoàn tất việc sửa chữa, Hanson hoạt động thực hành và thử nghiệm sonar trước khi ở lại cảng từ ngày 22 tháng 10 đến giữa tháng 11, bao gồm một đợt bảo trì cặp bên mạn tàu tiếp liệu khu trục Dixie (AD-14) từ ngày 23 tháng 10 đến ngày 5 tháng 11. Nó tiến hành huấn luyện ôn tập trong sáu tuần lễ, bắt đầu từ ngày 9 tháng 11, thực hành bắn phá bờ biển tại khu vực đảo San Clemente, và thực hành tác xạ và phòng không vào những mục tiêu kéo theo. Nó cũng thực tập tiếp nhiên liệu trên đường đi phối hợp với một tàu chở dầu hạm đội, và thực hành bắn tên lửa chống ngầm RUR-5 ASROC và phóng ngư lôi vào mục tiêu giả lập là tàu ngầm Salmon (SSR-573). Con tàu thực hành cơ động hải đội phối hợp cùng Dennis J. Buckley và tàu khu trục hộ tống Gray (DE-1054), trước khi được bảo trì cặp bên mạn tàu tiếp liệu khu trục Prairie (AD-15).

### Viễn Đông - 1971
Hanson cùng với Dennis J. Buckley và Floyd B. Parks khởi hành từ San Diego vào ngày 5 tháng 2, 1971 cho một lượt phục vụ kéo dài sáu tháng tại Viễn Đông. Hải đội đi đến Trân Châu Cảng vào ngày 12 tháng 2, và đang khi cặp cảng Hanson gặp tai nạn va chạm với tàu khu trục Carpenter (DD-825); thủy thủ đoàn phải dành thời gian nghỉ cuối tuần để sơn lại phần ngoài của lườn tàu. Hải đội tiếp tục hành trình đi Midway từ ngày 15 tháng 2, và đang khi di chuyển giữa Midway và Guam vào ngày 18 tháng 2, lực lượng phải chịu đựng một cơn bão lớn. Sóng lớn đã cuốn một thủy thủ rơi xuống nước, nhưng anh được vớt lên tàu trong vòng 15 phút. Hải đội tiếp tục hành trình đi qua Guam để đến vịnh Subic.
Hanson đi đến cảng Đà Nẵng, Việt Nam, rồi bắt đầu một lượt hoạt động bắn hải pháo hỗ trợ cho cuộc chiến trên bộ trong khoảng mười ngày; hầu hết hoạt động diễn ra vào ban đêm, bắn không quá 20 quả đạn pháo 5-inch quấy phá vào mục tiêu dọc bờ biển Việt Nam. Sau đó nó đi sang Bangkok, Thái Lan để nghỉ ngơi trong một tuần, rồi ghé qua vịnh Subic trong một thời gian ngắn trước khi tiếp tục đi đến Đài Loan và đến quần đảo Ryukyu. Con tàu được tiếp nhiên liệu tại  vịnh Buckner, Okinawa rồi tiếp tục lên đường để đi đến Sasebo, Nhật Bản.
Sau khi ở lại Sasebo, Nhật Bản trong nhiều ngày, Hanson lên đường hướng sang cảng Pusan, Nam Triều Tiên. Trên đường đi nó gặp gỡ tàu tuần dương Truxtun (CGN-35), và đã thả xuống nước chiếc xuồng săn cá voi của nó để đưa một thiếu tướng hải quân và ban tham mưu của ông chuyển từ Truxtun sang Hanson cho chuyến viếng thăm Pusan. Nó đi đến cảng Hàn Quốc vào ngày 26 tháng 4, và ở lại đây trong hai ngày trước khi lên đường quay trở lại Sasebo.
Hanson chỉ ở lại Sasebo trong hai ngày, rồi lên đường hoạt động trong vùng eo biển Triều Tiên và biển Nhật Bản nhằm theo dõi những hoạt động của các con tàu Liên Xô và Bắc Triều Tiên. Sau bốn ngày di chuyển, nó bắt gặp một đội tàu kéo hạm đội Liên Xô đang kéo một ụ nổi đi lên hướng Bắc, có thể đi đến một hải cảng tại Viễn Đông thuộc Nga, và đã theo dõi hoạt động của đội tàu này. Đến ngày 6 tháng 5, 1971, chiếc tàu khu trục gặp tai nạn va chạm với một trong các chiếc tàu kéo Liên Xô tên Diomede. Chiếc tàu kéo bị tụt lại phía sau và đang trên đường quay trở lại đội hình; hai con tàu đang di chuyển ở vận tốc 12 kn (22 km/h) và cách nhau khoảng 150 ft (46 m) bên phía mạn phải của chiếc tàu khu trục. Hanson đang định kéo còi và vẫy chào chiếc tàu kéo, nhưng bất ngờ con tàu Liên Xô chuyển hướng và va chạm vào Hanson gần mỏ neo. Chiếc tàu khu trục chỉ bị hư hại nhẹ và không chịu thương vong, trong khi Diomede bị mất ít nhất 30 ft (9,1 m) lan can bên mạn trái. Hanson lập tức báo động, và bắt đầu thu thập các đoạn phim mà thành viên thủy thủ đoàn quay được về tai nạn, để làm chứng cứ cho một sự cố va chạm quốc tế.
Đây là tai nạn va chạm thứ ba, cũng là cuối cùng, trong một loạt sự cố va chạm giữa tàu Hoa Kỳ và tàu Liên Xô, trực tiếp dẫn đến việc ký kết Thỏa thuận Hoa Kỳ-Liên Xô về sự cố trên biển vào năm 1972. Vụ va chạm nhỏ này, mà nguyên nhân chính là do chiếc tàu kéo Liên Xô vi phạm luật hàng hải quốc tế trên đường đi, không ảnh hưởng đến mối quan hệ giữa Hoa Kỳ và Liên Xô. Hanson quay trở lại cảng Yokosuka để sửa chữa, giúp làm lắng dịu sự căng thẳng giữa hai cường quốc, và ở lại cảng trong mười ngày. Thủy thủ đoàn tận dụng thời gian ở lại lại cảng để tập dượt diễu binh, chuẩn bị cho một sự kiện sắp tới.

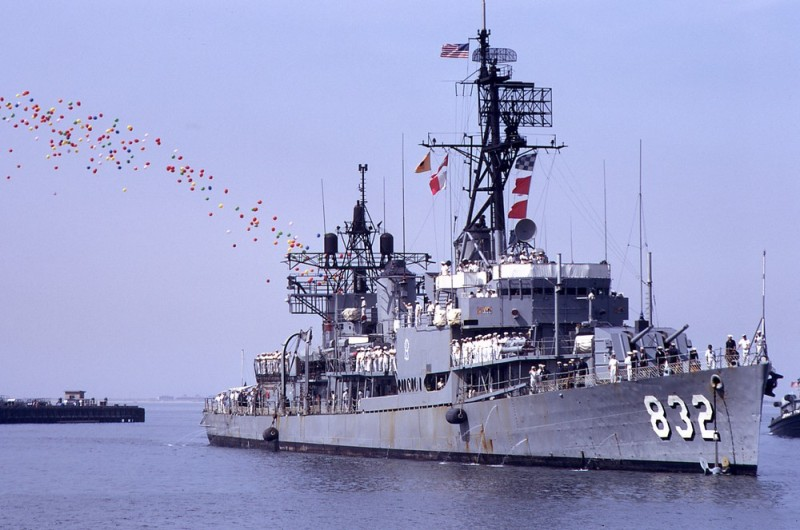
USS Hanson quay về sau lượt hoạt động 1971 tại Viễn Đông.

Từ ngày 14 đến ngày 16 tháng 5, các phân đội từ Hanson, Preble (DDG-46) và Heywood L. Edwards (DD-663) đã tham gia cuộc diễu hành trong khuôn khổ Lễ hội Black Ship được tổ chức hàng năm tại Shimoda, Shizuka vào khoảng giữa tháng 5. Lễ hội này nhằm ghi nhớ cuộc viếng thăm cảng này vào năm 1854 của hải đội dưới quyền Thiếu tướng Hải quân Matthew C. Perry trong chuyến đi thứ hai đến Nhật Bản. Sau lễ hội, con tàu quay trở về Sasebo để bảo trì.
Hanson sau đó quay trở lại vùng chiến sự tại Việt Nam. Trong một giai đoạn kéo dài ít nhất hai tuần lễ, con tàu đã hoạt động hỗ trợ hải pháo dọc bờ biển, tiếp nhiên liệu trên đường đi cho những máy bay trực thăng làm nhiệm vụ tìm kiếm và giải cứu (SAR), cũng như canh phòng máy bay cho các tàu sân bay tại Trạm Yankee, và theo dõi hoạt động của các tàu do thám Liên Xô ngụy trang như tàu cá trong vịnh Bắc Bộ.
Sau khi hoàn tất lượt phục vụ, Hanson cùng Dennis J. Buckley rời vịnh Subic vào ngày 16 tháng 7 cho hành trình quay trở về Hoa Kỳ; sau đó có Floyd B. Parks cùng gia nhập hải đội tại Guam. Vốn trước đó đã bị hỏng trục chân vịt. Floyd B. Parks được tháo dỡ chân vịt bị hư hại tại Guam trước khi cùng hải đội lên đường với một động cơ vào ngày 22 tháng 7 để hướng đến Trân Châu Cảng, đến nơi vào ngày 29 tháng 7. Floyd B. Parks có được một chân vịt mới, và rời cảng vào ngày 30 tháng 7 để cố bắt kịp Dennis J. Buckley và Hanson vốn đã lên đường trước nó. Cuối cùng toàn đội về đến San Diego vào ngày 4 tháng 8, kết thúc lượt phục vụ kéo dài sáu tháng tại Viễn Đông của Hanson.

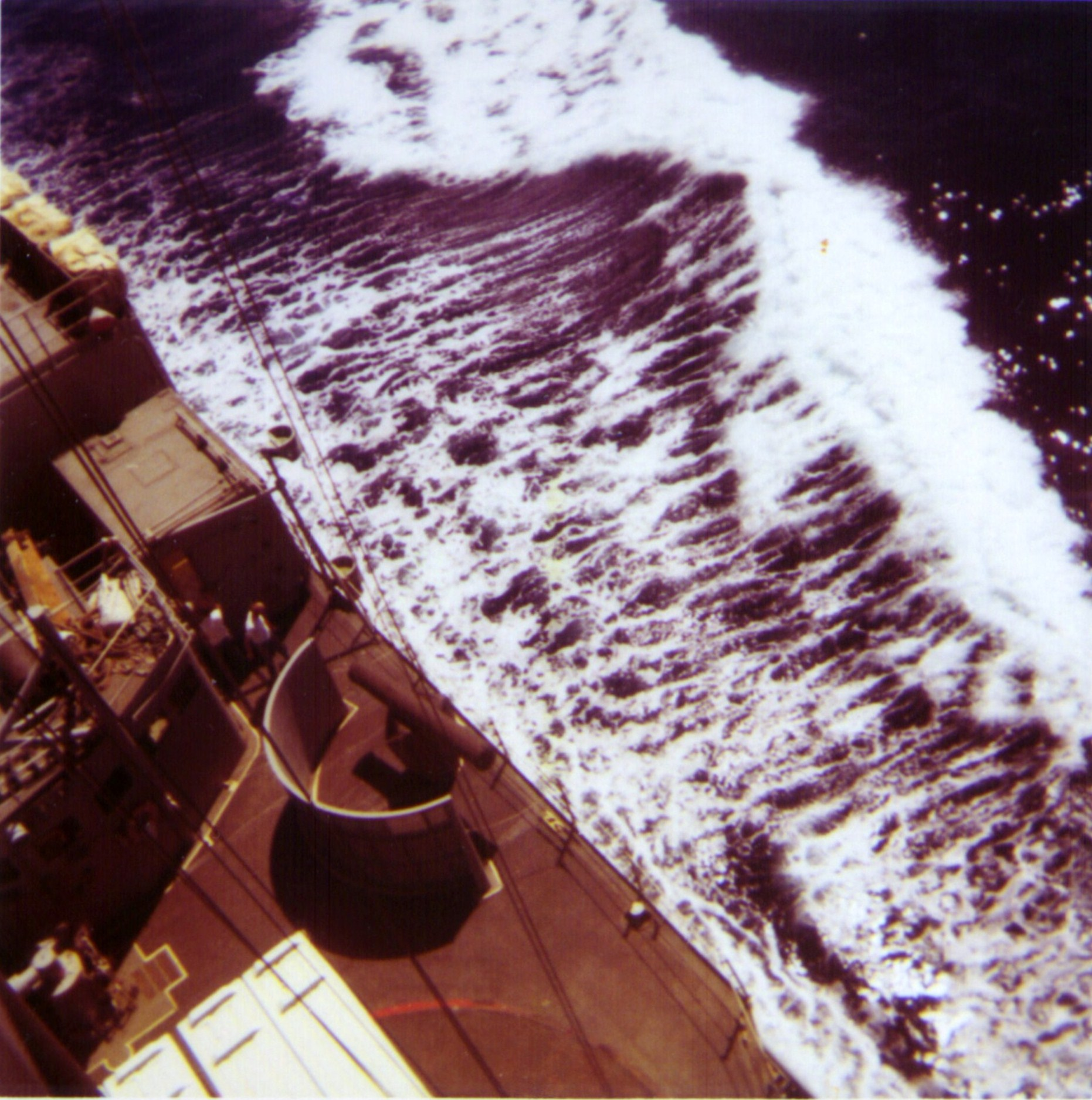
Hệ thống SAMID được trang bị cho Hanson vào năm 1971, bao gồm gói điện tử HUT (AN/SLQ19-B), 2 ăn-ten mỗi bên mạn, và hai dàn phóng pháo sáng mồi bẫy CHAFFROC với tấm chắn (trong ảnh, nhìn từ bệ radar SPS-37).

Trong giai đoạn ở lại cảng, thủy thủ đoàn chỉ làm việc nữa ngày, và nhiều người tận dụng thời gian để nghỉ phép; thay đổi đáng kể nhất đối với Hanson là thay đổi cấu hình hệ thống tác chiến điện tử (EW: Electronic Warfare). Gói Chương trình SAMID (Ship's Anti-missile Integrated Defense – Phòng thủ chống tên lửa tích hợp cho tàu) do hãng RCA thiết kế được tháo dỡ khỏi tàu; hệ thống này bao gồm hai dàn phóng pháo sáng mồi bẫy CHAFFROC với tấm lá chắn, gói điện tử HUT (AN/SLQ19-B) và 2 ăn-ten tương ứng bố trí hai bên mạn tàu. Vào tháng 11, chiếc tàu khu trục tháp tùng cho Hancock (CV-19) rời vịnh San Francisco, và đã phục vụ canh phòng máy bay trong một tuần lễ cho chiếc tàu sân bay, kéo dài cho đến dịp lễ Tạ ơn. Sau khi tiếp tục hoạt động canh phòng máy bay phục vụ cho Hancock thêm một tuần lễ nữa, chiếc tàu khu trục lên đường quay trở lại San Diego.

### Việt Nam - 1972

#### Lên đường sang Viễn Đông

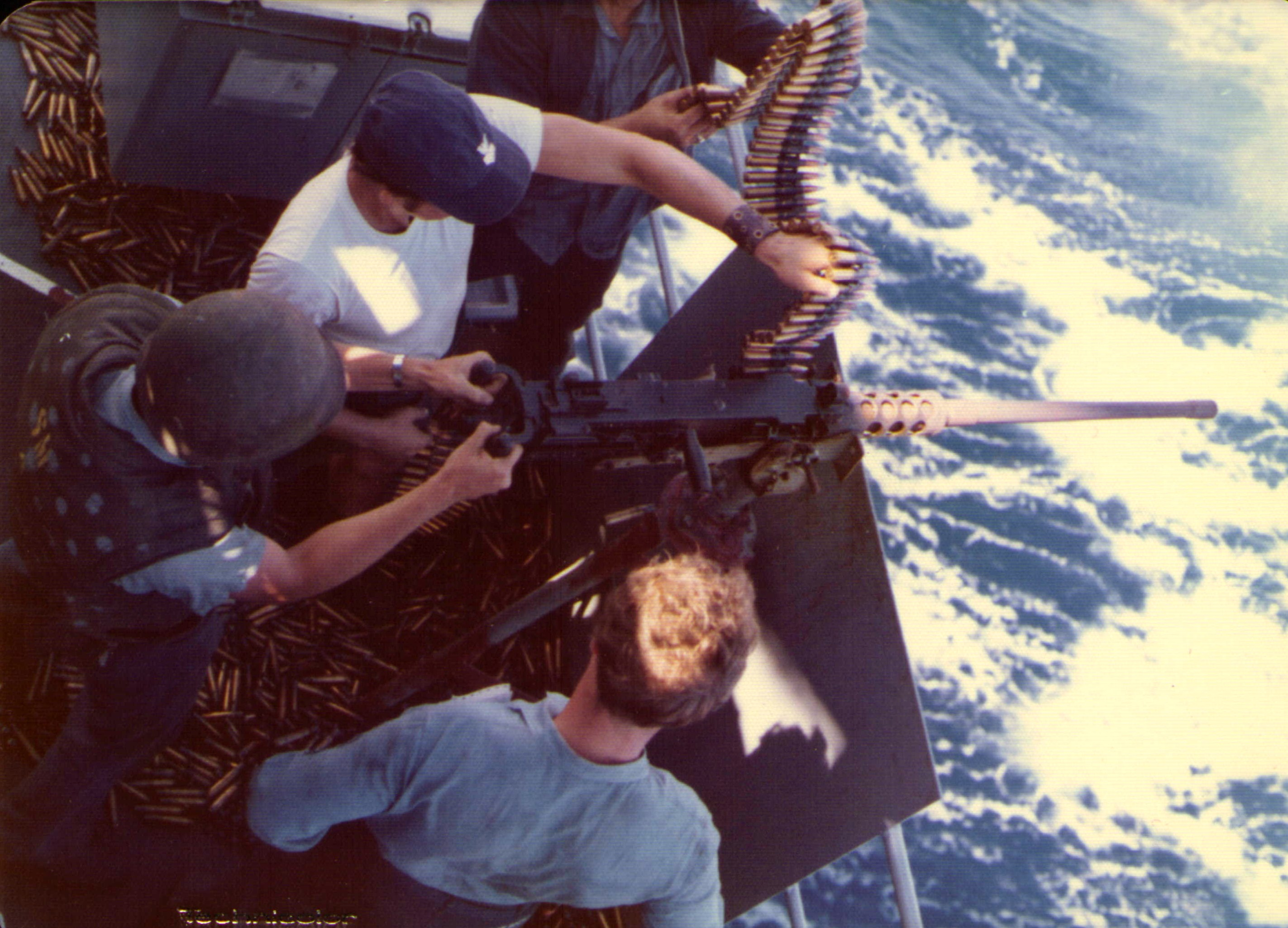
Hanson trong vịnh Bắc Bộ, năm 1972; xạ thủ súng máy M2.50 caliber đang khai hỏa để đối đầu các tàu phóng lôi và tàu nhỏ đối phương.

Vào đầu năm 1972, Hanson hoạt động huấn luyện ôn tập và bảo trì. Con tàu thực hiện một chuyến đi nghỉ giải trí cho thân nhân thủy thủ đoàn ngoài khơi San Diego, và một chuyến viếng thăm hữu nghị đến Acapulco, Mexico, kéo dài trong hai tuần. Trên đường quay trở về San Diego, qua thông tin trao đổi trên đàm thoại vô tuyến, con tàu ghé lại cảng Puerto Vallarta để trao tặng một số thuốc men đang bị thiếu hụt trầm trọng.
Chỉ được báo trước trong vòng ba ngày, Hanson khởi hành vào ngày 10 tháng 4, cùng các tàu khu trục John S. McCain (DDG-36) và Dennis J. Buckley đi sang vùng biển Viễn Đông; tình hình chiến sự tại Việt Nam đang xấu đi đáng kể do đối phương mở một cuộc tổng tấn công nhắm vào các đơn vị Nam Việt Nam. Đây là lượt phục vụ cuối cùng của con tàu trong cuộc Chiến tranh Việt Nam. Hải đội đi đến Trân Châu Cảng vào ngày 15 tháng 4, nhưng chỉ ghé lại cảng trong ba giờ để tiếp nhiên liệu trước khi tiếp tục hành trình. Lực lượng đi đến Guam vào ngày 23 tháng 4, cũng chỉ dừng lại trong ba giờ để tiếp nhiên liệu rồi tiếp tục hướng đến Căn cứ vịnh Subic, Philippines. Trong chặng này một máy bay trinh sát Liên Xô Tupolev Tu-95 "Bear" đã bay ngang qua bên trên hải đội ở độ cao thấp, và chỉ cách 200 yd (180 m) phía đuôi bên mạn phải các con tàu. Hải đội đi đến vịnh Subic, Philippines vào ngày 26 tháng 4.

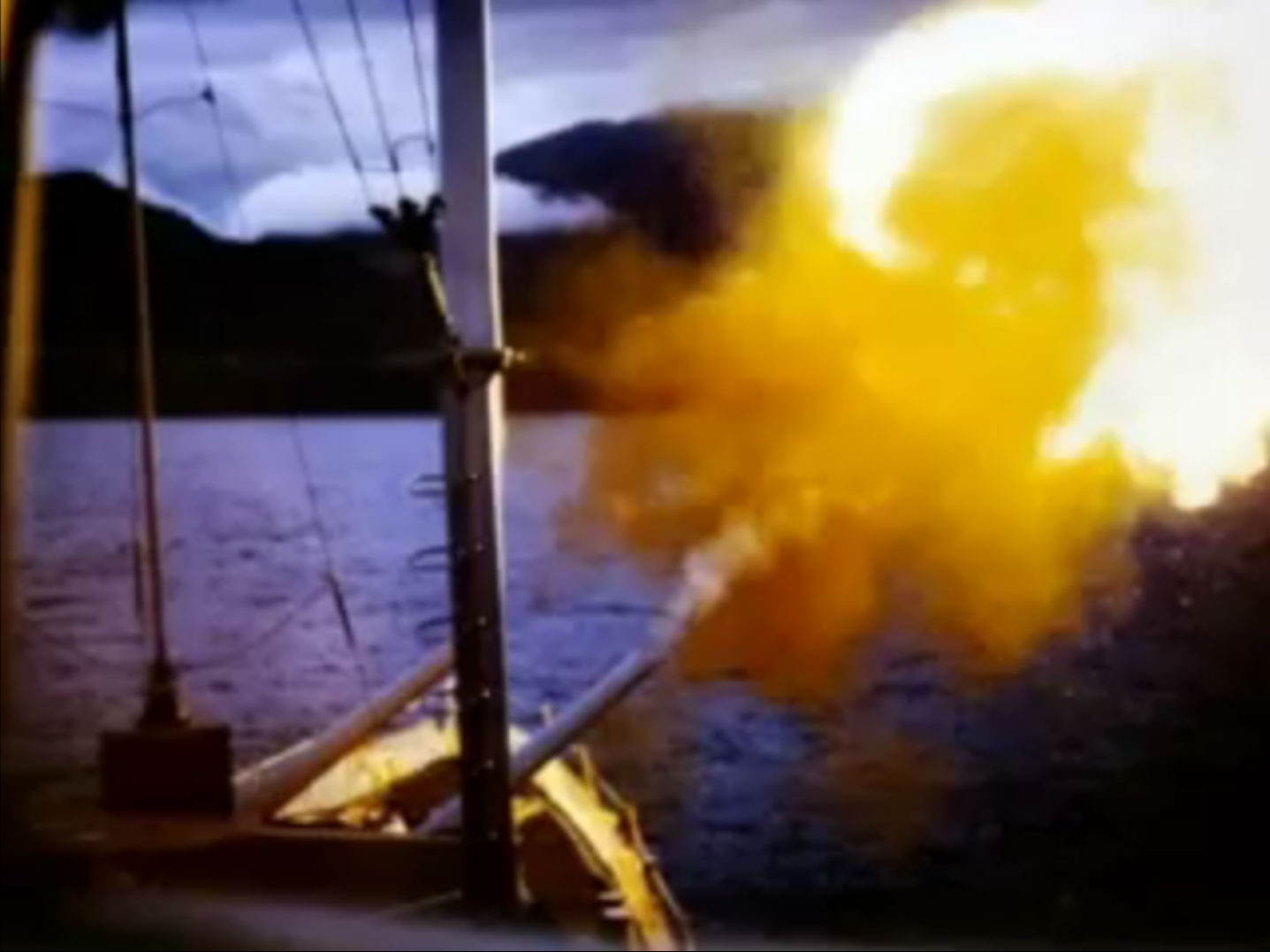
Hanson đang khai hỏa pháo 5-inch từ tháp pháo phía trước

Trong giai đoạn ở lại vịnh Subic trong bốn ngày, Hanson được bổ sung thêm vũ khí để đối phó với các mối đe dọa mới trong vịnh Bắc Bộ. Nó được tăng cường hai súng máy M2.50-caliber (12,7mm) để chống lại tàu tên lửa đối phương, cùng với tên lửa đất đối không vác vai FIM-43 Redeye để phòng không. Những biện pháp bổ sung này được thực hiện sau khi các tàu chiến Hoa Kỳ bị máy bay MiG tấn công trong Trận Đồng Hới vào ngày 19 tháng 4.

#### Vịnh Bắc Bộ
Hanson tiến vào biển Đông vào ngày 30 tháng 4, 1972, và cùng với tàu chị em Richard B. Anderson (DD-786) được lệnh tiến xa hơn lên vùng biển phía Bắc vịnh Bắc Bộ vào ngày 4 tháng 5 nhằm tiến hành chiến dịch Freedom Train (sau đó đổi tên thành Chiến dịch Linebacker) hoạt động bắn phá hệ thống kho tàng và đường giao thông tại khu vực Hải Phòng, bao gồm hỗ trợ cho Chiến dịch Pocket Money vào ngày 9 tháng 5. Một quả đạn pháo đối phương đã bắn trúng con tàu vào ngày 4 tháng 5, làm hư hỏng hệ thống chưng cất nước sạch của nó.

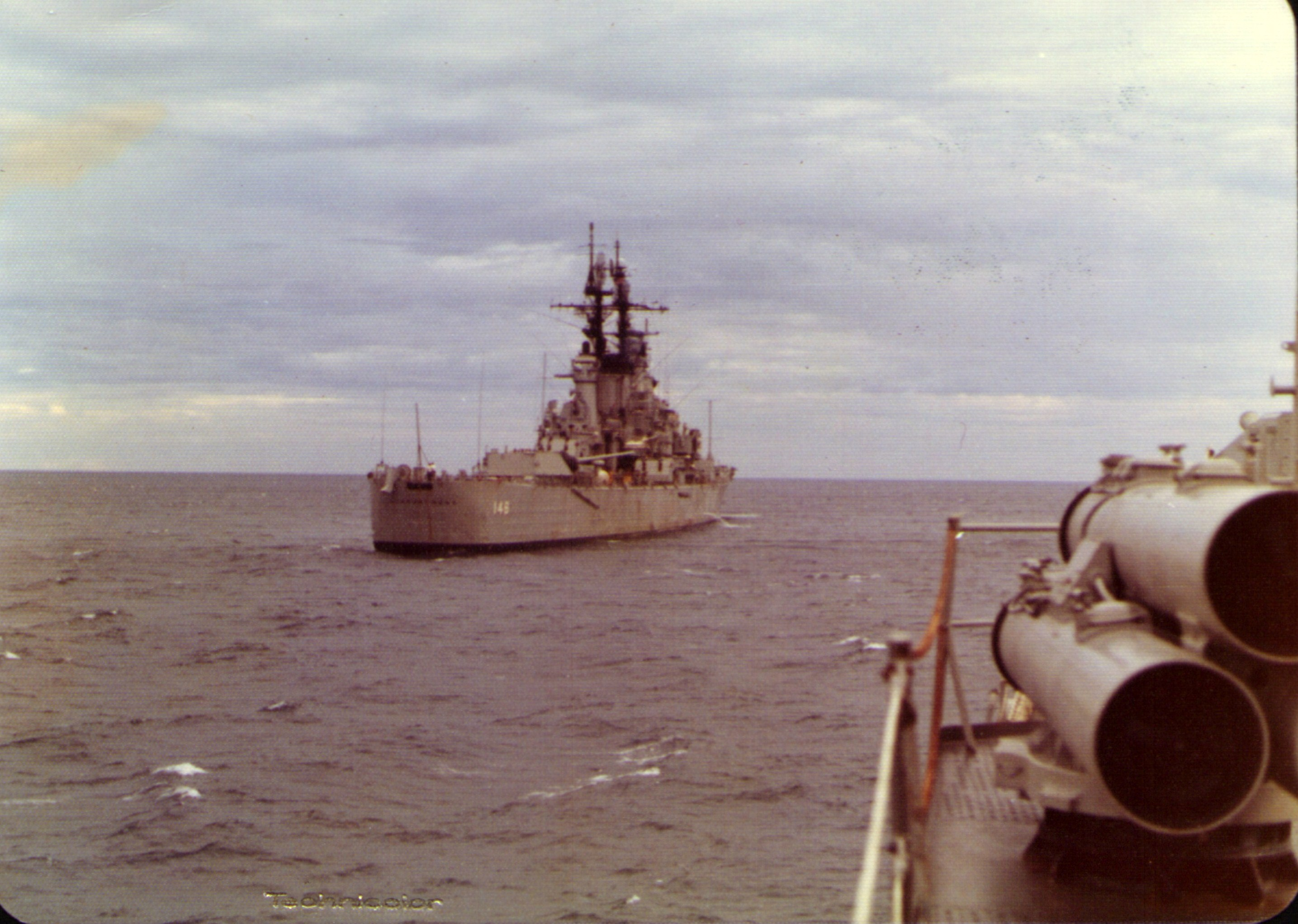
Tàu tuần dương phía đuôi, nhìn từ Hanson, đã cùng tham gia trận bắn phá khu vực Cát Bi.

Trong đêm 9-10 tháng 5, Hanson cùng với Myles C. Fox (DD-829), Buchanan (DDG-14), Newport News (CA-148), Providence và Oklahoma City tham gia Chiến dịch Custom Tailor tại khu vực bán đảo Đồ Sơn, Hải Phòng, một hoạt động tiếp nối theo đợt bắn phá vào đêm hôm trước. Đây là lực lượng tuần dương/khu trục mạnh nhất từng được tập trung kể từ sau Thế Chiến II. Trong chiến dịch này chiếc tàu khu trục đã tiến sát bờ và bắn phá các mục tiêu chỉ cách cảng Hải Phòng 4 mi (6,4 km); hỏa lực bắn trả của đối phương rất ác liệt. Hanson trở thành chiếc tàu chiến Hoa Kỳ cuối cùng đi vào Hải Phòng trước khi khu vực cảng này bị phong tỏa bằng thủy lôi, và cũng là con tàu cuối cùng rút lui ra khỏi cảng.

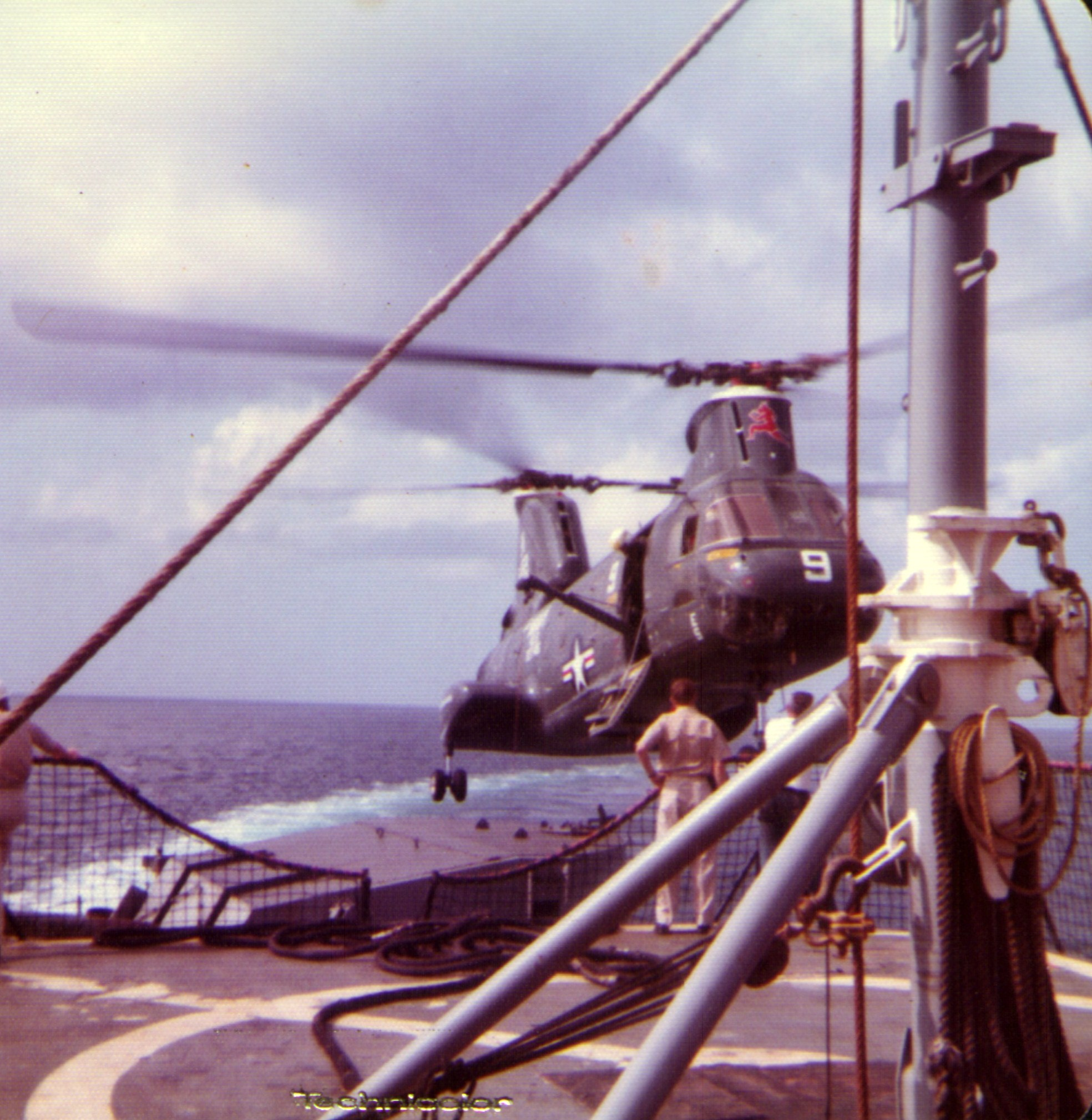
Hanson đang tiếp nhận thư tín, phụ tùng và nhân sự bằng máy bay trực thăng CH-46 Sea Knight tại vịnh Bắc Bộ, năm 1972.

Hanson hoạt động bắn phá hầu như liên tục trong tháng 5 và sang tháng 6; trong một lượt ghé lại cảng Đà Nẵng, nó đã cặp bên mạn tàu sửa chữa Hector (AR-7) để được thay nòng pháo 5-inch của tháp pháo phía đuôi. Trong giai đoạn từ ngày 22 đến ngày 28 tháng 5, nó đã ba lần áp sát bờ biển ở khoảng 30–35 mi (48–56 km) về phía Bắc Quy Nhơn để bắn hải pháo hỗ trợ cho cuộc chiến đấu của Sư đoàn 2 Bộ binh (Nam Việt Nam), được ghi nhận đã phá hủy hoặc gây hư hại cho nhiều công sự đối phương; tàu khu trục chị em Bausell (DD-845) đã cùng phối hợp hoạt động với nó ít nhất trong một lượt hoạt động này.

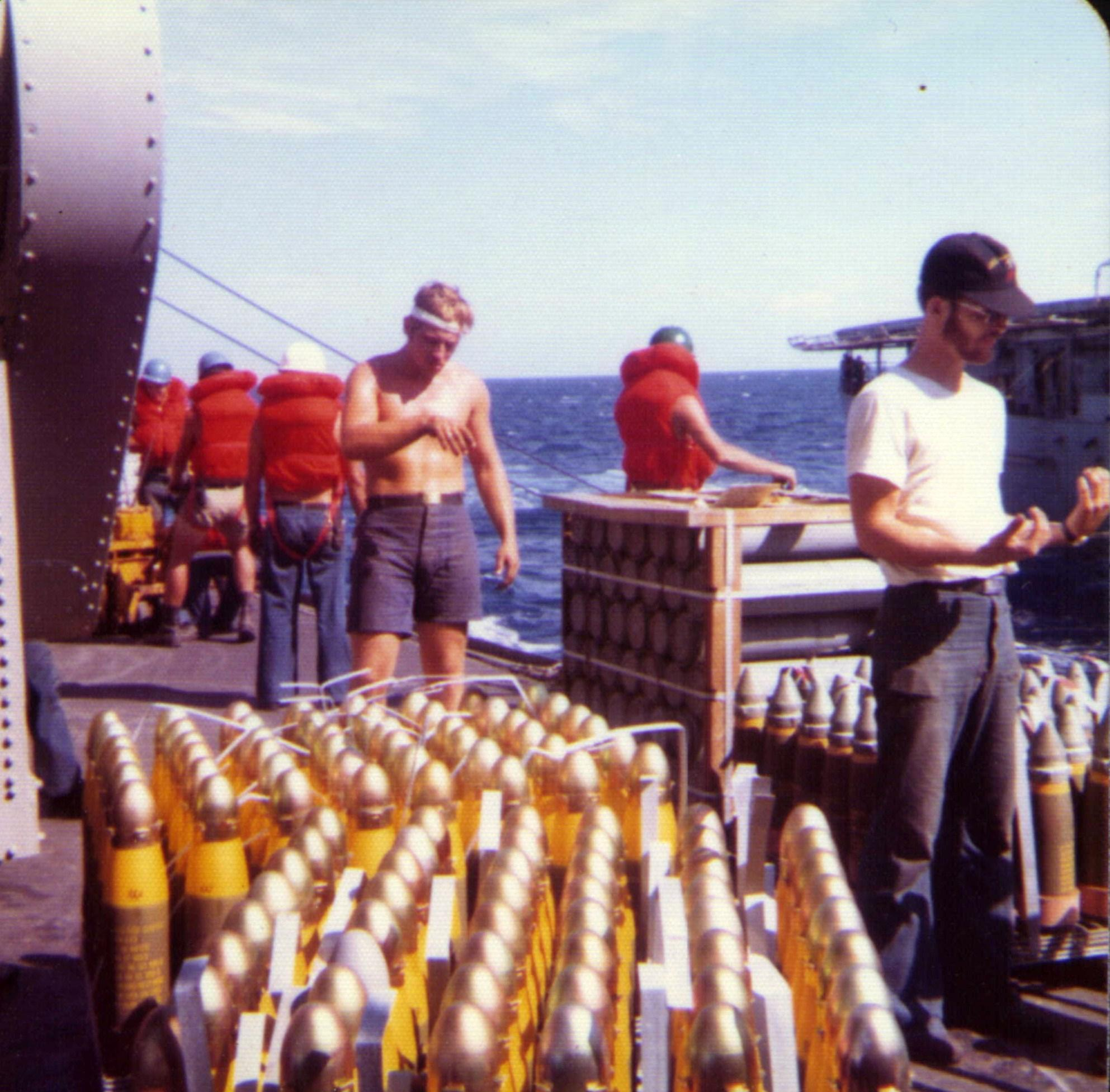
Hanson đang được tiếp tế đạn dược qua cáp treo từ tàu tiếp đạn, vịnh Bắc Bộ năm 1972.

Vào ngày 24 tháng 6, cùng các tàu chiến khác thuộc Đệ Thất hạm đội, Hanson hộ tống một lực lượng tàu đổ bộ bao gồm Duluth (LPD-6) và Cayuga (LST-1186) đi đến một vị trí về phía Đông Nam thị xã Quảng Trị để chuẩn bị cho một chiến dịch đổ bộ tại đây. Lực lượng này vốn còn bao gồm các tàu đổ bộ Schenectady (LST-1185) và Manitowoc (LST-1180) có nhiệm vụ vận chuyển và cho  đổ bộ các đơn vị thuộc Sư đoàn Thủy quân Lục chiến (Nam Việt Nam), trong hoạt động nhằm phản công tái chiếm tỉnh Quảng Trị. Sau một lượt ném bom xuống khu vực đổ bộ bởi máy bay ném bom B-52, cuộc đổ bộ được tiến hành. Duluth và Cayuga phải chịu đựng hỏa lực của pháo đối phương, nên Hanson và các tàu chiến khác đã bắn hải pháo phản công vào các khẩu đội pháo đối phương.

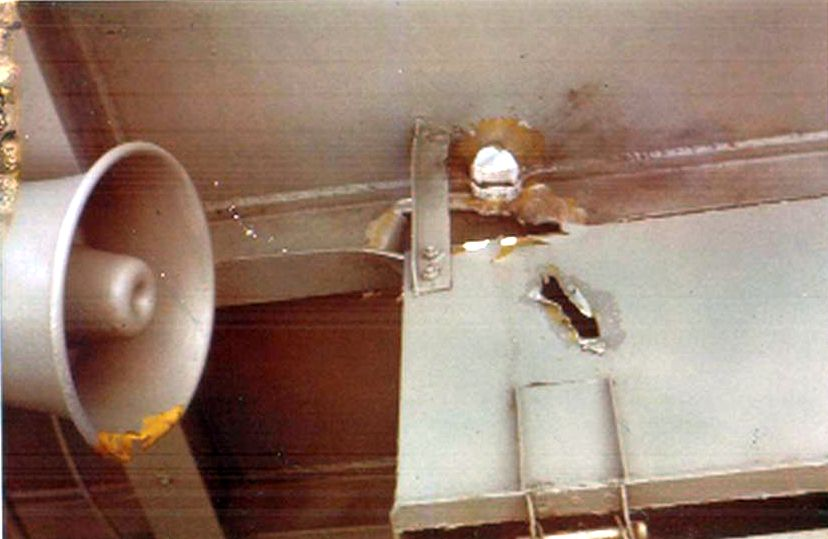
Hanson bị hư hại do trúng rocket, vịnh Bắc Bộ năm 1972

Đến ngày 29 tháng 6, Hanson cùng với một lực lượng hùng hậu bao gồm ít nhất 16 tàu tuần dương, tàu khu trục và tàu khu trục hộ tống được gửi đến khu vực phía Nam Quảng Trị, để hỗ trợ cho cuộc tiến quân của 1.400 binh lính Thủy quân Lục chiến Nam Việt Nam (các tiểu đoàn 1 & 4) và tiểu đoàn 9 Thủy quân Lục chiến Hoa Kỳ, được không vận bởi máy bay trực thăng CH-46 Sea Knight và CH-53 Sea Stallion, trong khuôn khổ Chiến dịch Lam Sơn 72. Ngoài ra còn có các tàu tấn công đổ bộ Tripoli (LPH-10) và Okinawa (LPH-3) cùng tàu chỉ huy đổ bộ Blue Ridge (LCC-19) hiện diện xa hơn ngoài khơi sẵn sàng tung máy bay trực thăng tham gia vào cuộc đổ bộ. Các đợt ném bom nhằm dọn đường chuẩn bị của B-52 tiếp tục được sử dụng trong đêm trước ngày tấn công 29 tháng 6, và các con tàu chuyển sang báo động tác chiến lúc 08 giờ 00. Tripoli và Okinawa cho máy bay trực thăng tiếp cận khu vực đổ quân ở độ cao thấp khoảng 200 ft (61 m) để đổ bộ binh lính trong khi các tàu chiến khác sẵn sàng hỗ trợ hỏa lực.

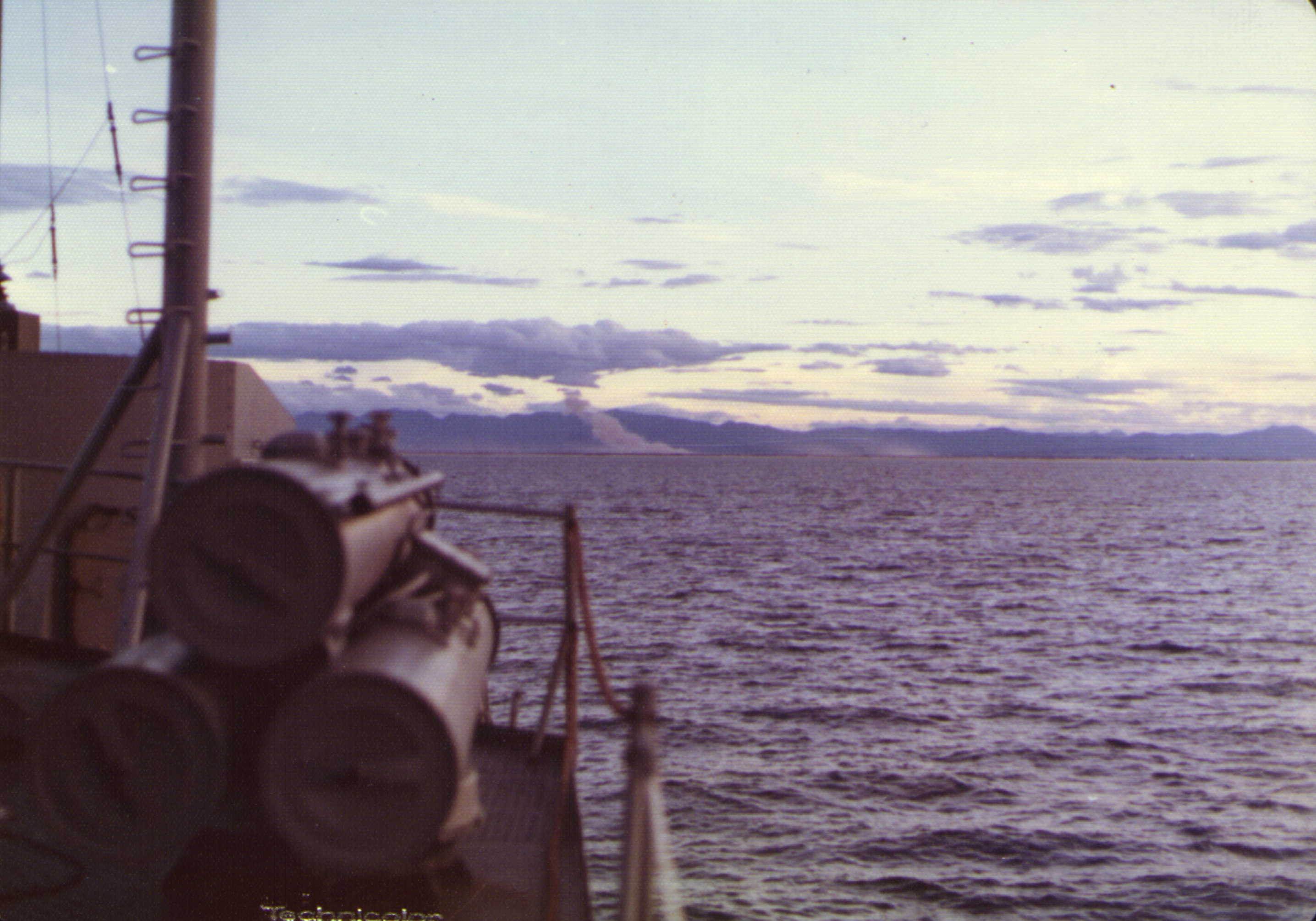
Hanson đang nả pháo xuống các vị trí đối phương gần Quảng Trị.

Hanson ở ngoài khơi khu vực Quảng Trị cho đến ngày 3 tháng 7, khi nó di chuyển xuống phía Nam ngoài khơi Đà Nẵng. Trong hai giai đoạn, từ ngày 1 tháng 7 đến ngày 4 tháng 7 và từ ngày 12 đến ngày 23 tháng 7, con tàu đã bắn hải pháo hỗ trợ cho cuộc chiến đấu của các Sư đoàn 1 và Sư đoàn 3 Bộ binh (Nam Việt Nam), phá hủy 49 công sự phòng thủ của đối phương và gây ra 14 vụ nổ thứ phát. Trong tháng 7, nó bị hư hại bánh lái và con quay la bàn, buộc phải quay trở lại vịnh Subic để sửa chữa. Từ ngày 8 đến ngày 21 tháng 8, nó tiếp tục hỗ trợ cho hoạt động tác chiến của Sư đoàn Thủy quân Lục chiến Nam Việt Nam ở phía Nam khu phi quân sự, phá hủy 11 công sự phòng thủ của đối phương và gây ra 28 vụ nổ thứ phát.
Vào ngày 1 tháng 9, Hanson cùng với tàu sân bay Saratoga (CV-60) khởi hành từ căn cứ vịnh Subic để quay trở lại vùng chiến sự. Tuy nhiên chiếc tàu khu trục được cho tách khỏi nhiệm vụ hộ tống chỉ một ngày sau khi rời cảng để gia nhập một Lực lượng Can thiệp Hậu cần Biển hoạt động ngoài khơi Bắc Việt Nam. Việc đi đến trạm hoạt động bị trì hoãn do biển động nặng, và sau đó con tàu phải cơ động xuống phía Nam để lẩn tránh cơn bão mạnh Elsie. Hanson quay trở lại trạm hoạt động vào ngày 5 tháng 9, tuy nhiên chỉ ba ngày sau đó, 8 tháng 9, nó được tàu khu trục chị em Hollister (DD-788) thay phiên. Di chuyển xuống phía Nam, nó tham gia các hoạt động tác chiến ngoài khơi Quảng Trị và nhiệm vụ canh phòng máy bay cho tàu sân bay Midway (CV-41).
Vào ngày 13 tháng 9, Hanson được lệnh tiến xa hơn về phía Nam, đến vùng biển ngoài khơi Chu Lai, để hỗ trợ lực lượng Nam Việt Nam và các đơn vị địa phương. Không lâu sau đó một cơn bão nhiệt đới khác, Flossie, xuất hiện trên hướng đi của chiếc tàu khu trục, buộc nó phải cơ động để né tránh. Con tàu đi đến trạm trực chiến ngoài khơi Chu Lai vào chiều tối ngày 16 tháng 9.

#### Trận Mộ Đức
Vào ngày 17 tháng 9, Hanson nhận được điện báo từ Chu Lai cho biết Chi khu Mộ Đức đang bị vây hãm bởi một lực lượng khoảng 1.000 bộ binh đối phương (cấp trung đoàn). Quận lỵ này đang được bảo vệ bởi 120 binh lính Nam Việt Nam và hai cố vấn quân sự Hoa Kỳ, nhưng có được sự trợ giúp của một máy bay OV-10 thám sát vũ trang nhẹ, do các đại úy Richard L. Poling và Joseph Personnett điều khiển. Nơi đây đang rất cần đến việc hỗ trợ hải pháo để tránh bị tràn ngập và thất thủ. Vào lúc đó Hanson là tàu chiến duy nhật trong phạm vi lân cận (khoảng 40 mi (64 km)), nên nó được lệnh đi đến điểm nóng Mộ Đức càng nhanh càng tốt.
Hanson đã di chuyển hết tốc độ qua vùng biển có nguy cơ gặp mìn và rạn san hô ngầm để đi đến trợ giúp cho đơn vị bạn. Suốt đêm đó chiếc OV-10 đã trợ giúp bắn súng máy và rocket, chỉ điểm cho pháo binh và hải pháo, và đánh dấu mục tiêu cho cuộc tấn công của máy bay cường kích A-7 Corsair lúc 06 giờ 30 sáng hôm sau. Các đại úy Poling và Personnett được tặng thưởng Huân chương Chữ thập Không quân do đã phục vụ anh dũng, trong khi Hanson được tặng thưởng Đơn vị Tuyên dương Anh dũng Hải quân do trận này cùng các hoạt động khác tại Việt Nam.
Vào chiều tối ngày 17 tháng 9, Hanson di chuyển từ khu vực Mộ Đức đến Đà Nẵng để chuyển một thành viên thủy thủ đoàn có dấu hiệu mắc bệnh viêm ruột thừa. Sang ngày 1 tháng 10, nó hỗ trợ cho Đội biệt kích 11 hoạt động tại khu vực phụ cận Mộ Đức, rồi trong các ngày 2 và 3 tháng 10 tham gia bắn phá bờ biển đối phương về phía Bắc khu phi quân sự, phá hủy các kho hậu cần, đầu mối giao thông cùng các mục tiêu đối phương khác dọc bờ biển Bắc Việt Nam. Từ ngày 14 đến ngày 20 tháng 10, Hanson đi đến Hong Kong để nghỉ ngơi và tiếp liệu. Trong thời gian sáu ngày nghỉ phép tại cảng thuộc địa Anh này, thủy thủ đoàn có dịp sum họp với thân nhân gia đình, vốn được đưa đến Hong Kong bằng những chuyến bay thuê bao trọn gói.

#### Hành trình quay về nhà
Sau khi dừng lại vịnh Subic trong một thời gian ngắn, Hanson chuẩn bị cho hành trình quay trở về Hoa Kỳ. Nó cùng với Hull và Dennis J. Buckley khởi hành vào ngày 23 tháng 10, băng qua eo biển San Bernardino để hướng sang phía Đông. Sau khi đi đến Guam vào ngày 26 tháng 10, do sự hình thành của cơn bão Olga, hải đội quyết định hướng trực tiếp đến quần đảo Hawaii, bỏ qua chặng dừng tại Midway theo kế hoạch. Các con tàu đi đến Trân Châu Cảng an toàn vào ngày 3 tháng 11, và sang sáng hôm sau lại tiếp tục hành trình hướng đến San Diego, đến nơi vào ngày 10 tháng 11.

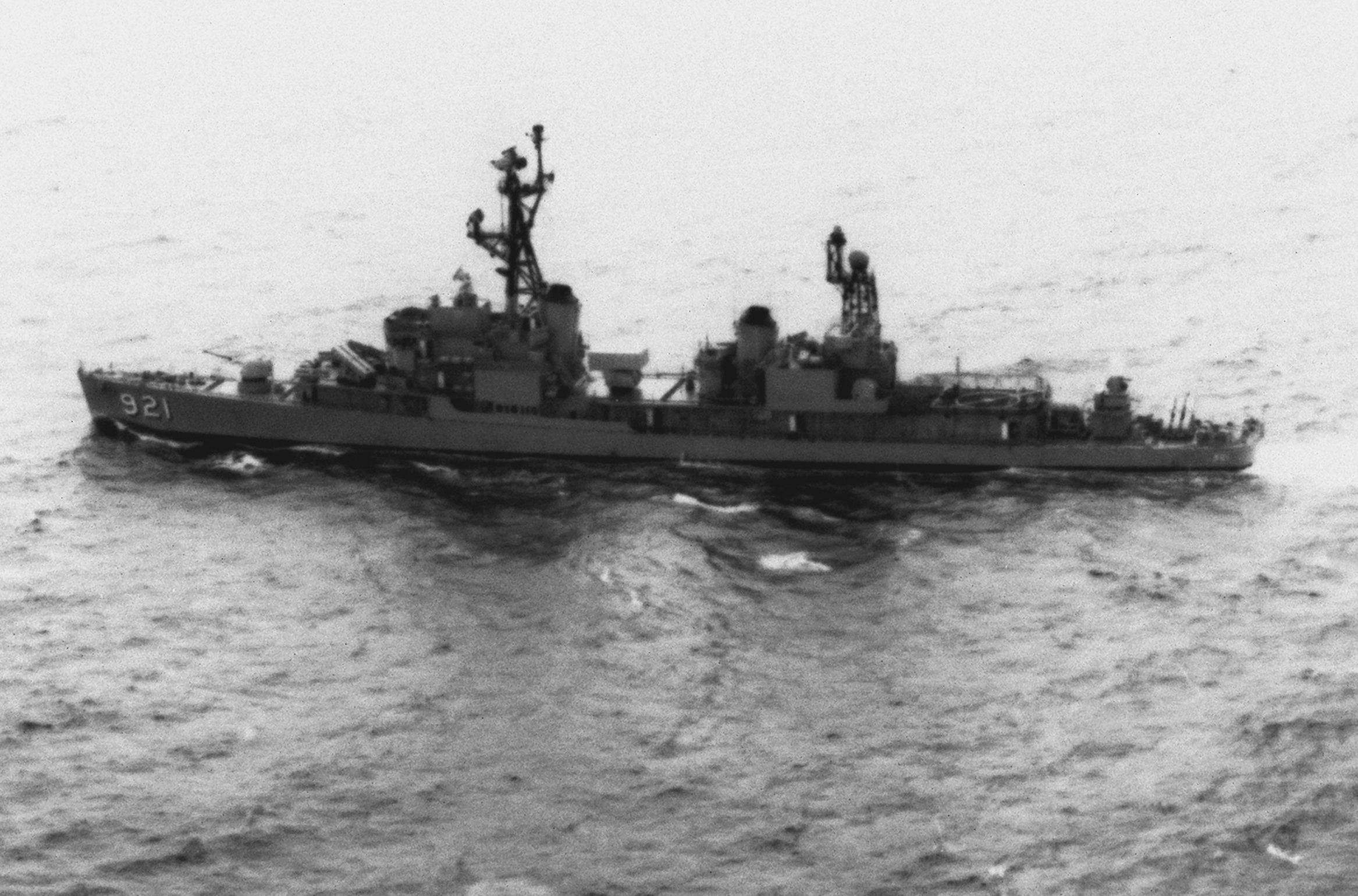
Tàu khu trục Liao Yang (DDG-921), năm 1993.

Hanson xuất biên chế đồng thời rút tên khỏi danh sách Đăng bạ Hải quân vào ngày 31 tháng 3, 1973.

### Liao Yang(DDG-921)
Con tàu được chuyển giao cho Đài Loan vào ngày 18 tháng 4, 1973 và tiếp tục phục vụ cùng Hải quân Trung Hoa dân quốc như là tàu khu trục Liao Yang (DDG-921) (遼陽-Liêu Dương). Nó ngừng hoạt động tại Cao Hùng vào ngày 1 tháng 6, 2004; rồi đến tháng 7, 2006 bị đánh chìm như mục tiêu trong một cuộc tập trận của Hải quân Đài Loan.

## Phần thưởng
Hanson được tặng thưởng tám Ngôi sao Chiến trận do thành tích phục vụ trong Chiến tranh Triều Tiên, rồi thêm bảy Ngôi sao Chiến trận nữa khi hoạt động trong Chiến tranh Việt Nam.
| Bronze star               |                                         |             |
|                           |                                         |             |
|                           |                                         |             |
| Bronze star               | Silver star · Bronze star · Bronze star | Bronze star |
| Silver star · Bronze star |                                         |             |

| Dãi băng Hoạt động Tác chiến với 1 Ngôi sao Chiến trận          |                                                          |                                                                     |
| Đơn vị Tuyên dương Anh dũng Hải quân                            | Huân chương Phục vụ Trung Hoa                            | Huân chương Chiến dịch Hoa Kỳ                                       |
| Huân chương Chiến dịch Châu Á-Thái Bình Dương                   | Huân chương Chiến thắng Thế Chiến II                     | Huân chương Phục vụ Chiếm đóng Hải quân                             |
| Huân chương Phục vụ Phòng vệ Quốc gia với 1 Ngôi sao Chiến trận | Huân chương Phục vụ Triều Tiên với 7 Ngôi sao Chiến trận | Huân chương Viễn chinh Lực lượng Vũ trang với 1 Ngôi sao Chiến trận |
| Huân chương Phục vụ Việt Nam với 6 Ngôi sao Chiến trận          | Huân chương Liên Hiệp Quốc Phục vụ Triều Tiên            | Huân chương Chiến dịch Bội tinh (Việt Nam Cộng Hòa)                 |